# Boudor
Boudor dit Tonton Boudor, ou encore Boudor le Noirokair, de son vrai nom Mbarga Seppo, est né le 28 janvier 1976 à Douala. Il est un rappeur, auteur-compositeur et producteur camerounais. Il est l'un des pionniers du mouvement Hip-hop au Cameroun, créateur du noirokarisme, style musical propre à lui et caractérisé par un accent camerounais exacerbé associé aux chants polyphoniques propres aux pygmées d'Afrique Centrale.

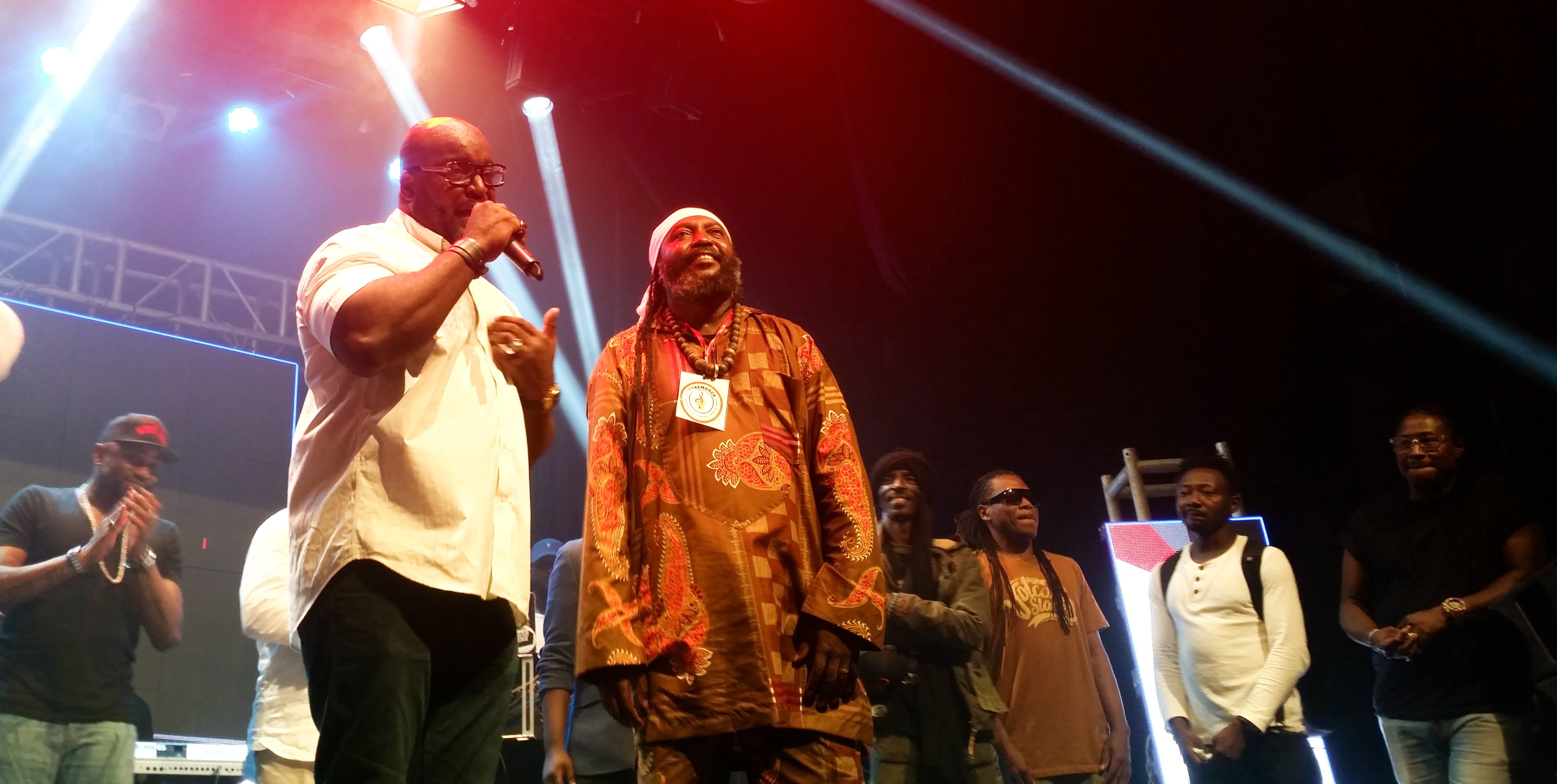
Krotal et Boudor sur scène

## Biographie

### Débuts
Né à Douala la capitale économique du pays des Lions indomptables dans la région du Littoral, Boudor, natif du Wouri à Bonabéri, est originaire de Dibombari. Il est touché par le virus du Hip-hop en 1989 en suivant des artistes rappeurs à la télévision. S'associant avec des amis de jeunesse, il créera le groupe The Thunder Boys et ensuite Mytman.
De là, Boudor, surnommé « l'aborigène fou » rejoindra Negrissim' créé en 1995 par Sadrak et les frères Sassene (Evindi et Sundjah). En 2000, ils sortent l'album Appelle ta grand-mère avant d'être contraints à l'exil en raison de la censure ambiante. Ils vont migrer par plusieurs pays d'Afrique de l'Ouest avant de s'établir au Sénégal.

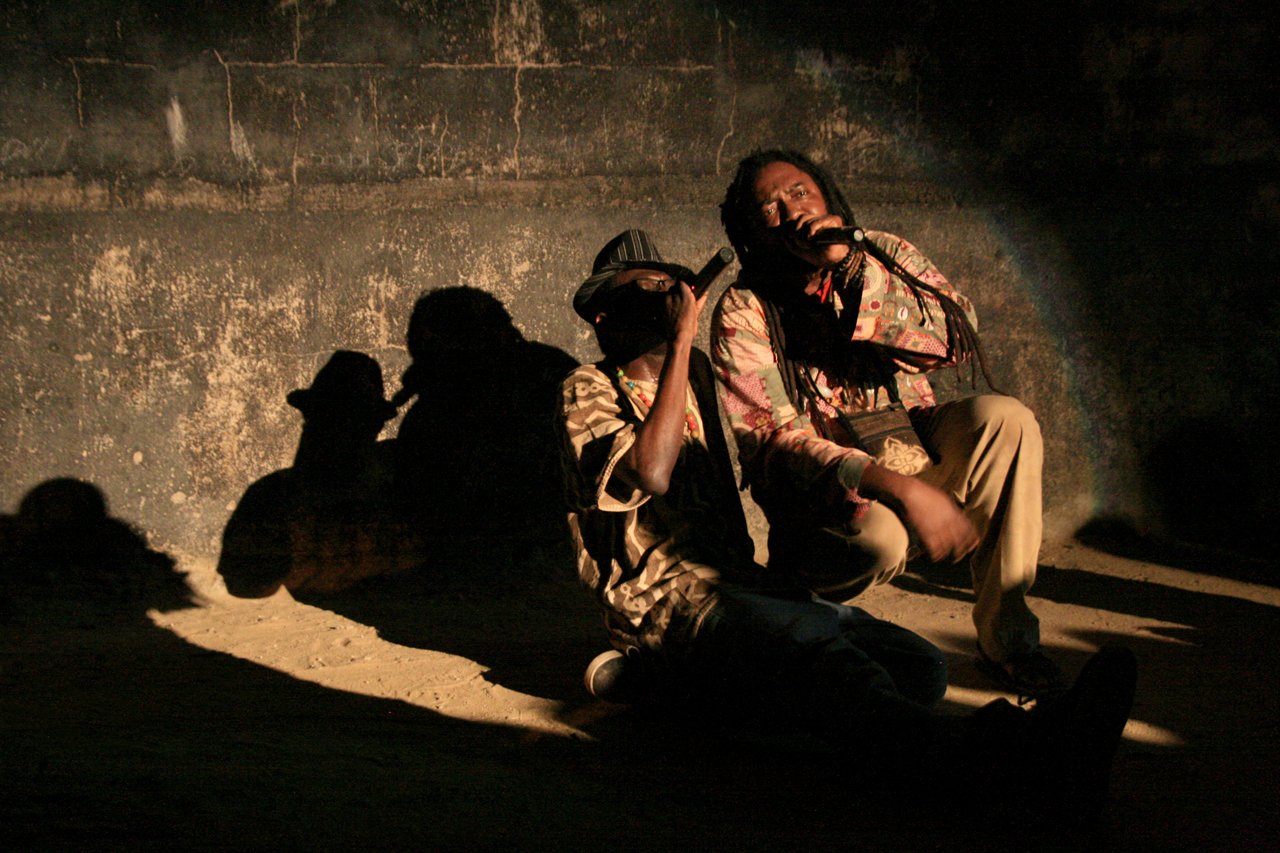
Sadrak et Boudor en concert lors du Salon Urbain de Douala 2010

### Carrière
De retour dans sa contrée natale, Boudor dévoile son premier album solo intitulé En faim au Kamerun le 27 juin 2006. Cette autoproduction de Boudor grâce à l'engagement marquant ses 18 titres lui vaudra le Prix de l'intégration africaine à Dakar le 11 novembre 2006.
Ayant l'intention de partager son expérience et offrir une nouvelle tribune d'expression au mouvement Hip-hop camerounais, il lance le 3 octobre 2009 à son domicile à Bonabéri le concept Koubalanta. Il s'agit d'un festival avec des soirées artistiques avec Open Mic et performances de DJ. Koubalanta sera aussi une émission de radio sur Nostalgie Cameroun puis sur Wouri FM.
En 2012, suivra l'album Rap El où il continue de dénoncer les tares sociales et la mal-gouvernance avec son slogan: "Toute vérité est bonne à dire". Dans la même veine, en 2015, Boudor se dressera également contre les dérives dans le secteur musical avec son troisième album: Que celui qui sait chanter lève le doigt.
En 2019, le quatrième album de Boudor est sobrement titré: One. Il y clame son refus de faire du "rap bonbon" et prône l'unité nationale.
Au-delà de ses projets discographiques, Boudor accompagne de jeunes talents. Il leur partage son expérience au cours de master-classes, de sessions de coaching, de conférences ou des concerts dans des espaces culturels tels que l'Institut Français Léopold Senghor.

## Discographie

### Albums
- 2006 :  En faim au Kamerun
- 2012 : Rap El
- 2015 : Que celui qui sait chanter lève le doigt
- 2019 : One